# ポケモンガーデン
ポケモンガーデンはYahoo! きっず内にあったコンテンツのひとつ。ポケットモンスターをテーマとした架空のテーマパークである。

## 特徴
インターネットでつながったユーザー同士が会話可能であり、『ポケットモンスター ファイアレッド・リーフグリーン』のミニゲームの一部を遊ぶことができる場所がある。ポケモンの設定資料の一部や、杉森建の描き下ろしイラストが公開されている場所もある。
2006年7月7日～2007年2月末まで（ポケットモンスター ダイヤモンド・パールの公式サイトとして）と2007年8月15日～2009年4月末まで期間限定で開設されていた。
2007年8月15日には新たに4F部分を加えてリニューアルオープンした。ただし、Yahoo! JAPAN ID（無料）が必要だった。

## 操作方法
キーボードは使わず、操作はマウスのみ。行きたい場所をクリックすれば人物が動き、クリックした場所へ歩く。

## 館内
1F
そうごううけつけ、ツアー（後述）よやくカウンター、スロットゲーム、ドードリオのきのみどり、2F行きエスカレーター、4F行きエレベーターがある。
2F
ユーザー同士で会話が出来るてんじしつ（カントー、ジョウト、ホウエン）、1F・3F行きエスカレーターがある。
3F
ゲームフリーク出張オフィス、2F行きエスカレーターがあり、壁紙をもらえるひみつの場所もある。眼鏡をかけた2人の内どちらかに向かって暗号を発言すると壁紙プレゼントコーナーへ案内される。
4F
2007年8月15日のリニューアルで追加された。じゃんけんバトル（後述）のエントリー受付カウンター、ポイントひきかえじょ、おみやげショップ、じゃんけんバトル優勝者の言葉が聞けるテレビがある。

## ツアー
最大11人のユーザーが同時参加可能なコーナー。タイムトラベルを通じてポケットモンスターの歴史を体験できる。途中には分岐点があり、参加者の選択次第でその後の展開が変化する。終了後、記念に集合写真の撮影がある。
所要時間は約30分。参加には事前予約が必要となる。赤・緑から金・銀・クリスタルまでを取り上げる「ダイヤモンドごう」とルビー・サファイア・エメラルドを取り上げる「パールごう」の2コースが用意された。

## じゃんけんバトル

### エントリー
エレベーターで4階へ行き、右側のエントリー受付カウンターでエントリー受付中の試合を教えてくれるので、｢さんかする!｣ボタンを押してエントリー。参加出来るのは30人まで。稀にバトルフィールドがメンテナンス中の時がある。

### ルール
1. 挑戦者が揃ったら、ゲームマスターが登場する。実況担当のリョースケが注意を促すタイプを教えてくれる（No.1はくさタイプ、No.2はほのおタイプ、No.3はみずタイプ、No.4は不明）。
2. ゲームマスターがタイプをセットしたら、挑戦者も10秒以内にタイプをセットする。
3. 10秒経ったら、セットしてもしなくても時間切れ。ここで、お互いにセットしたタイプを見られて、勝敗がわかる（ほのお→くさ⇒ほのおの勝ち、くさ→みず⇒くさの勝ち、みず⇒ほのお⇒みずの勝ち）。
4. 勝ちか引き分けの人が残れる（相手がNo.4の時は引き分けでも脱落）。
5. 誰かが優勝するか、全員が脱落するまで続く。優勝は、挑戦者の中で1人だけ勝ったら優勝。1人だけ残ることもある。

### ポイント引き換え
じゃんけんバトルで脱落か、優勝でポイントひきかえじょでポイントを獲得できる（1回勝てば10P、No.4に1回勝てば15P、引き分けで1P（ただし、No.4の場合同じ属性を出した場合も脱落とみなされる）、優勝すればボーナスで（参加人数)x10P）。優勝者はポイントをもらう前にインタビューがある。

### おみやげショップ
じゃんけんバトルで貯まったポイントで、IDカードに飾れるステッカーを購入できる。品揃えは毎日変わる。

## ユーザー同士の会話
2、4F 、ツアー、じゃんけんバトルでは、あらかじめ用意された語彙から2語を組み合わせることで簡易的な会話ができる。禁止ワードも設定されており、一部の組み合わせは発言できない。

## アイコン
ユーザーはアイコンボタンを押す事によって、アイコンで自分の感情を表すことが可能。アイコンの種類はスロットゲームの景品として扱われており、中にはサウンドが鳴る物も存在する。ゲットするためにはコインが必要。